# Radisson Collection Hotel
Il Radisson Collection Hotel è una struttura alberghiera situata a Copenaghen in Danimarca.

## Descrizione
L'edificio, alto 69,6 m e inaugurato il 1 luglio 1960 con la presenza della regina Ingrid di Svezia e del re Federico IX di Danimarca, è stato progettato dall'architetto Arne Jacobsen. L'hotel fu commissionato dalla compagnia Scandinavian Airlines. Al momento del suo completamento e fino al 1969, fu l'edificio più alto della Danimarca.